# الملاكمة في الألعاب الأولمبية الصيفية 2016
عقدت منافسات رياضة الملاكمة في دورة الألعاب الأولمبية الصيفية 2016 في ريو دي جانيرو في الفترة من 06-21 أغسطس 2016 في جناح 6 من مركز ريوسنترو.